# Mary Saran
Maria Martha (Mary) Saran  (geboren 13. Juli 1897 in Cranz, Samland, Deutsches Reich; gestorben 16. Februar 1976 in London), zeitweise verheiratete Hodann, war eine deutsch-britische Publizistin, die auch unter dem Pseudonym M. Jensen schrieb.

## Leben
Maria Saran war das siebte von zehn Kindern einer Architektenfamilie. Ihr Vater war der Architekt Richard Saran. Sie war die Nichte des Diplomaten Johannes Kriege, eine Cousine des Juristen Walter Kriege und eine Verwandte des Frühsozialisten Hermann Kriege. Nach fünf Jahren in Königsberg/Ostpreußen und fünf Jahren in Wiesbaden ließ sich die Familie 1907 in Berlin nieder. Am 24. Dezember 1919 heiratete Maria Saran den Arzt Max Hodann; am 13. Juli 1926 wurde die Ehe wieder geschieden. Saran begann 1918 ein Medizinstudium, das sie jedoch abbrach, um sich, zusammen mit Max Hodann, im Internationalen Jugendbund (IJB) zu engagieren. Den IJB hatte 1918 der sozialkritische Philosoph Leonard Nelson gegründet. Zugleich wollte Maria Saran dadurch hauptberuflich in der Erwachsenenbildung und Sozialarbeit tätig werden. Sie arbeitete als Fürsorgerin bei den Berliner Elektrizitätswerken (Bewag), wurde Freidenkerin und schrieb für ISK-Zeitung Der Funke. 1918 wurde sie Mitglied der USPD, trat später der SPD bei und engagierte sich weiter auch in Nelsons IJB, der 1926 zum Internationalen Sozialistischen Kampfbund (ISK) umgewandelt wurde. Sie war einer der Unterzeichner des Dringenden Appells des ISK vom Juni 1932 zur taktischen Kooperation von SPD und KPD bei der Reichstagswahl vom Juli 1932.
1933 emigrierte sie über Frankreich und Dänemark nach Großbritannien wo sie in der Socialist Vanguard Group (SVG), der britischen Sektion des ISK mitarbeitete. Außerdem half Mary Saran 1933 Minna Specht dabei, mit den Schülerinnen und Schülern des Landerziehungsheims Walkemühle nach Dänemark zu emigrieren.
Ab 1941 war Mary Saran Redakteurin des „Socialist Commentary“. 1945 blieb sie in Großbritannien und gab in der Nachfolge von Willi Eichler bis 1947 „Europe speaks“ heraus. Danach übte sie eine freie publizistische Tätigkeit aus, war Mitarbeiterin der UNESCO und ab 1954 Frauensekretärin der Sozialistischen Internationalen.

## Leistungen
Im Rahmen ihrer Arbeit in der Erwachsenenbildung und als Fürsorgerin übernahm Maria Hodann 1925 die Reichsleitung der Jungsozialisten. In England war sie Redakteurin der Zeitschrift Socialist Commentary sowie Sozialistischen Internationalen, während sie im Rahmen der Labour Party in Politik und Erwachsenenbildung sowie ab 1974 an einer Londoner Schule tätig war.

## Schriften
- 1941 European Revolution: How to Win the Peace. London
- 1942 The Future Europe. Peace or Power Politics? London
- 1945 mit Willi Eichler, Wilhelm Heidorn (d. i. Werner Hansen) und Minna Specht: Re-Making Germany. Vorwort: James Griffiths. International Publishing Company, SVG, London
- 1975 For Community Service. The Mount Carmel Experiment. Blackwell Publishers, ISBN 0631156305
- 1976 Never give up. Memoirs. Preface: W. Arthur Lewis. Oswald Wolff Ltd., London
  - Gib niemals auf. Erinnerungen. Übersetzung Susanne Miller. Privatdruck, Bonn 1979